# Michel Vermeulin
Michel Hervé Vermeulin (nascido em 6 de setembro de 1934) é um ex-ciclista de estrada e pista francês, que conquistou a medalha de ouro no contrarrelógio por equipes nos Jogos Olímpicos de Verão de 1956 em Melbourne, Austrália, ao lado de Arnaud Geyre e Maurice Moucheraud. Ainda em Melbourne, ele terminou em segundo lugar na perseguição por equipes de 4 km, lhe rendendo a medalha de prata. Os outros membros da equipe foram René Bianchi, Jean Graczyk e Jean-Claude Lecante. Vermeulin se tornou profissional em 1958 e competiu até o ano de 1964.